# 1630 Milet
1630 Milet eller 1952 DA är en asteroid i huvudbältet som upptäcktes den 28 februari 1952 av den franske astronomen Louis Boyer vid Algerobservatoriet. Den har fått sitt namn efter den franske astronomen Bernard Milet.
Asteroiden har en diameter på ungefär 19 kilometer.